# Ramlila
Ramlila (Hindi: रामलीला, rāmalīlā) ist eine mehrtägige Theateraufführung des Epos Ramayana im Norden Indiens. Die szenische Darstellung nutzt die Mittel von Erzählung, Lied, Rezitation und Dialog. Das Publikum wird in die Vorstellungen aktiv einbezogen.
Während des hinduistischen Festes Dasahra, jährlich im Oktober oder November, finden Aufführungen von durchschnittlich 10 bis 12 Tagen, mitunter auch länger, statt. Die bekanntesten davon sind in Ayodhya, Ramnagar, Varanasi, Vrindavan, Almora, Sattna und Madhubani. Den Höhepunkt erreicht die Aufführung mit Diwali, dem Fest des Sieges des Guten über das Böse.
Die Ramlila-Aufführungen basieren auf den Ramacharitmanas, von Tulsidas im 16. Jahrhundert in Popularsprache zusammengestellten Ramayana-Texten. Im Zentrum der Geschichte steht die Schlacht zwischen Rama und Ravana.
Musikalisch begleitet werden die Aufführungen in Nordindien von Fasstrommeln dhol und Paarbecken. Ramlila wird auch weltweit in Ländern mit indischen Bevölkerungsgruppen aufgeführt, etwa in Malaysia, Fidschi, Mauritius und Trinidad. Eine Besonderheit der Karibikinsel Trinidad ist die begleitende Tassa-Trommelgruppe aus Zylindertrommeln bass und Kesseltrommeln tassa.
Ramlila wurde im Jahr 2005 in die UNESCO-Liste der „Meisterwerke des mündlichen und immateriellen Erbes der Menschheit“ aufgenommen und befindet sich seit 2008 auf der Repräsentativen Liste des immateriellen Kulturerbes der Menschheit.